# Vivean Gray
Vivean Gray, nome d'arte di Jean Vivra Gray (Cleethorpes, 20 luglio 1924 – Shoreham-by-Sea, 29 luglio 2016), è stata un'attrice britannica.
Nata in Inghilterra, durante l'adolescenza si trasferì in Australia, dove apparve in serie televisive locali. Fra i vari ruoli, interpretò l'insegnante di matematica, la signora Greta McGraw, nel film Picnic ad Hanging Rock (1975) di Peter Weir. Si ritirò dalle scene nel 2007.

## Filmografia

### Cinema
- A City's Child, regia di Brian Kavanagh (1972)
- The Priest, episodio di Libido, regia di Fred Schepisi (1973)
- The Great MacArthy, regia di David Baker (1975)
- Picnic ad Hanging Rock (Picnic at Hanging Rock), regia di Peter Weir (1975)
- L'ultima onda (The Last Wave), regia di Peter Weir (1977)

### Televisione
- Homicide – serie TV, 6 episodi (1969-1974)
- Division 4 – serie TV, 11 episodi (1970-1975)
- Matlock Police – serie TV, episodi 2x50-2x65-5x214 (1972-1976)
- This Love Affair – serie TV, episodio 1x03 (1974)
- Lucky Colour Blue – serie TV (1975)
- Power Without Glory – serie TV, episodio 1x08 (1976)
- Solo One – serie TV, episodio 1x09 (1976)
- L'ispettore Bluey (Bluey) – serie TV, episodio 1x10 (1976)
- I Sullivans (The Sullivans)  – serial TV, 885 puntate (1976-1981)
- All the Rivers Run – miniserie TV, episodi 4-7 (1983)
- Prisoner – serie TV, 6 episodi (1984)
- Carson's Law – serie TV, episodi 1x118-1x119-1x124 (1983) Serie TV
- Anzacs – miniserie TV, episodi 3-4 (1985)
- Neighbours – serial TV, 260 puntate (1986-1988)